# Facing History and Ourselves

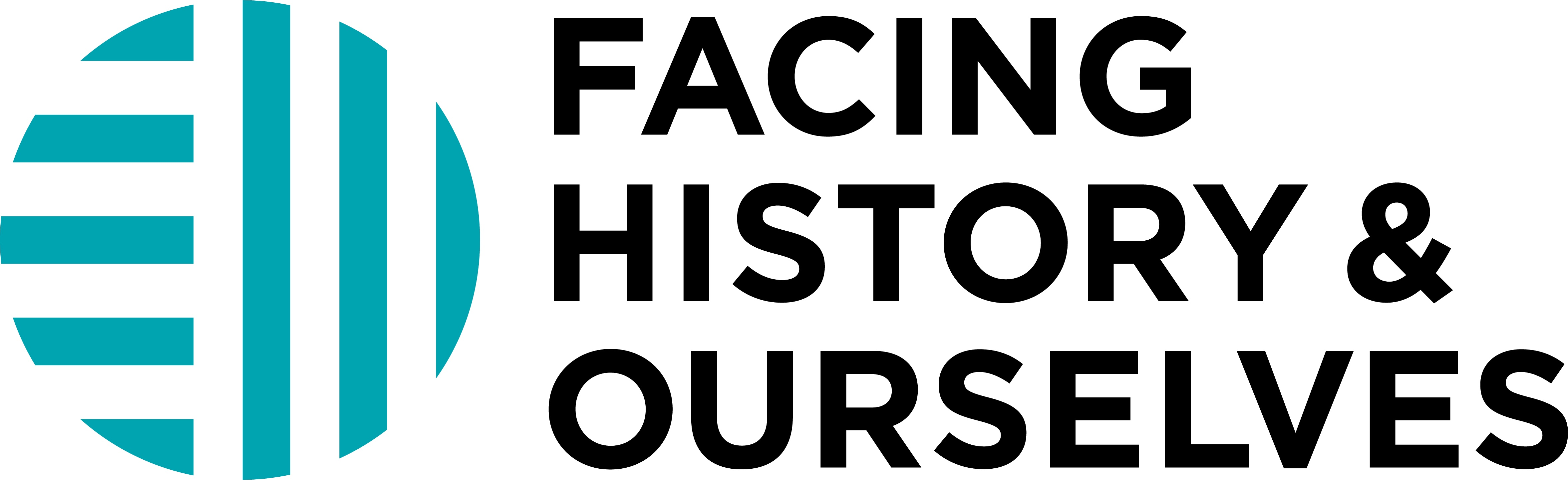
Logo

Facing History and Ourselves (FHAO) ist eine 1976 gegründete, global wirkende Stiftung mit Sitz in Brookline (Massachusetts). Sie möchte Geschichts- oder andere Unterrichtsstunden im Sinne der Holocaust Education und Menschenrechtserziehung nutzen, um Lehrer und ihre Schüler allgemein zu erziehen to stand up to bigotry and hate (gegen Bigotterie und Hass aufstehen).

## Personen
Die US-amerikanische Pädagogin Margot Stern Strom (* 1941, als weiße Jüdin aufgewachsen in Memphis (Tennessee) ) war die Mitbegründerin der Organisation und leitete lange Zeit die Geschäfte. Sie zog die Parallelen zwischen europäischem Antisemitismus und der rassistischen Segregation in den Südstaaten der USA, etwa dem Jim Crow Car in der Eisenbahn. Der Nichtjude William S. Parsons trug anfangs ihr Konzept mit, verließ aber 1987 die Stiftung, weil er enger an der Geschichte bleiben wollte und weniger fokussiert das soziale Verhalten im Blick hatte. Er begründete darauf das Holocaust Memorial Museum mit. Zu den Wegbereitern der Holocaust Education, zunächst in der jüdischen Anti Defamation League, gehörten in den frühen 1970er Jahren der Autor Elie Wiesel und vor allem der führende Holocaust-Historiker Saul Friedländer, der auch einen universalistischen Ansatz unterstützte, also den Transfer der jüdischen Erfahrung auf andere Genozide und Diskriminierungen. Die Holocaustüberlebende Rena Finder (* 1929 in Krakau) gehörte zu den Gründerinnen. Der Präsident seit 2014 ist der Pädagoge Roger Brooks.

## Arbeit und Curriculum
Die Einnahmen stammen aus Spenden und Beiträgen. Seit den späten 1970er Jahren wurden nach eigenen Angaben über 100.000 Lehrkräfte in den USA und Kanada für ein Curriculum für die Sek. I und II fortgebildet. Es wird auch in Israel, Nordirland, Südafrika, Mexiko und Frankreich verwendet. Das Ziel ist ein reflexiver Umgang mit Geschichte, der vor allem Vorurteile in der historischen Betrachtung erschließt. Nach einer Einleitung in das Verhältnis von Individuum und Gesellschaft geht es um Dehumanisierung von Debatten und demokratiefeindliche Auseinandersetzung, mit starkem Bezug auf die rassistischen Debatten in den USA. Weitere Themen sind etwa der Armeniergenozid, der Genozid in Kambodscha, die Geschichte der Indianer und der japanischstämmigen Amerikaner in den USA. Am Ende steht die Befassung mit dem Antisemitismus am Beispiel von NS-Deutschland. Zentrale Begriffe sind Vorurteile, Konsenszwang, Gruppenzugehörigkeit und Konformitätsdruck als Auslöser. Handlungsperspektiven zur Vermeidung werden über die Reflexion aufgezeigt.
Daneben stehen weitere Programme zur Verfügung. So hat die Stiftung FHAO, gefördert von der USC Shoah Foundation, zum Einsatz von Steven Spielbergs Film Schindlers Liste in Schulen ein pädagogisches Handbuch mit 650 Seiten herausgegeben.
Die Stiftung versucht den Erfolg ihrer Programme durch zahlreiche Evaluationen zu belegen, doch gibt es eine Kritik an der statistischen Aussagekraft der Studien.

## Einzelbelege
1. ↑  Where We Work. Abgerufen am 29. April 2022.
2. ↑  About Us. Abgerufen am 29. April 2022.
3. ↑  Mary Brabeck, Maureen Kenny, Sonia Stryker, Terry Tollefson, Margot Stern Strom: Human Rights Education through the ‘Facing History and Ourselves’ Program. In: Journal of Moral Education. Band 23, Nr. 3, Januar 1994, ISSN 0305-7240, S. 333–347, doi:10.1080/0305724940230310 (tandfonline.com [abgerufen am 29. April 2022]).
4. ↑  Margot Stern Strom: A work in Progress. (pdx.edu [PDF]).
5. ↑  Cornell Report Staff | March 24, 2017: William Parsons ’67 - Cornell College. 24. März 2017, abgerufen am 1. Mai 2022 (amerikanisches Englisch).
6. ↑  Rena Finder. Abgerufen am 1. Mai 2022.
7. ↑  Facing History's Executive Leadership. Abgerufen am 30. April 2022.
8. ↑  Corporate Partnerships. Abgerufen am 30. April 2022.
9. ↑  International Program. Abgerufen am 30. April 2022.
10. ↑  Fracapane Karel, Matthias Haß, Stiftung Topography of Terror (Germany): Holocaust education in a global context. Hrsg.: UNESCO. 2014, ISBN 978-92-3100042-3 (google.de [abgerufen am 30. April 2022]).
11. ↑  Thomas Fallace: The Emergence of Holocaust Education in American Schools. Springer, 2008, ISBN 978-0-230-61115-3, S. 115 f. (google.com [abgerufen am 30. April 2022]).